# Jan Akkerman
Jan Akkerman (Amsterdam, 24 dicembre 1946) è un chitarrista olandese.

## Biografia
Iniziò nei tardi anni sessanta con il gruppo Brainbox, poi nel 1969 fu uno dei fondatori dei Focus, guidati dal tastierista-compositore Thijs van Leer, con cui realizzò due dischi. Scrisse il famoso brano strumentale "House of the king", che arrivò in testa alle classifiche di vendita in Europa e Stati Uniti. Seguì un tour mondiale che portò i Focus a grande notorietà, e Jan Akkerman venne premiato come miglior chitarrista del mondo, nell'anno 1973.
Seguirono altri dischi e altri tour, fino al termine del 1975 quando Akkerman intraprese la carriera solista, lasciando i Focus, che dopo un anno si sciolsero.
Dal 1976 si esibì "unplugged" (solo con la chitarra) e anche con il suo gruppo, in un genere che possiamo definire "fusion", ma con molte venature melodiche e anche sinfoniche. Attualmente Jan Akkerman non fa mancare la sua presenza nei vari Jazz Festival di Belgio, Paesi Bassi e Germania Settentrionale.
Comunque nel 1990, per la televisione olandese, Akkerman, Van Leer e gli altri Focus si riunirono e suonarono alcune canzoni, ma l'episodio fu isolato. Nel 1990 un suo disco venne prodotto da Miles Copeland, e ne venne tratto un singolo intitolato "Prima Donna", che ebbe un discreto successo. Dopodiché la sua fama declinò, ma restò a un buon livello quantomeno nei Paesi Bassi.
Nel 2002 alla ricostituzione dei Focus, Jan Akkerman decise di non farne parte.